# Brrr
"Brrr" (estilizada em letras minúsculas) é uma canção gravada pela cantora e compositora alemã Kim Petras. Foi lançada em 20 de janeiro de 2023 através das gravadoras Amigo e Republic Records. A canção foi escrita pela artista com os colaboradores Ilya Salmanzadeh, Max Grahn e Rami Yacoub, com Ilya e Rami atuando como produtores. O tema sucede "If Jesus Was a Rockstar", bem como a colaboração bem-sucedida de Petras com Sam Smith, "Unholy".

## Antecedentes e lançamento
Em 7 de janeiro de 2023, Petras começou o ano postando trechos em suas mídias sociais, insinuando uma nova música que seria lançada em breve, no qual ela acabou revelando uma imagem embaçada com o anúncio de uma nova música. Em 11 de janeiro, o título e a data de lançamento da canção foram revelados, junto com o link de pré-salvamento. No dia seguinte, outtakes foram compartilhados, com a legenda: “why don’t you take it out on me_?”. Ela revelou a arte da capa dias depois, em 16 de janeiro. "Brrr" foi lançada para download digital e streaming em 20 de janeiro.

## Composição
"Brrr" apresenta uma batida pop industrial, que alguns compararam com trabalhos de Sophie. Na faixa, Petras emprega seus vocais delicados e estremecidos com o efeito de sintetizadores, enquanto convida um amante muito legal para se aproximar, avisando-os de que ela “não nasceu para ter medo”.
Petras descreveu a música como um “hino da vadia má”, que é sobre “saber o que você quer e encontrar alguém que não se sinta intimidado por você, que se aproxime e mostre o quanto é legal”. Mais tarde, ela foi ao Instagram para dizer que o lançamento da faixa “foi um dos mais divertidos que já fiz há algum tempo”, acrescentando: “Sinto muito a falta de todos vocês e espero que esta música dê a vocês um gostinho do que está por vir este ano. Estou muito animada para apresenta-la [ao vivo] para vocês em breve! Deixe-me saber se você gostou... brrr-ah”.

## Créditos e pessoal
Créditos da música adaptados do Tidal.
- Kim Petras — vocais, compositora, letrista
- Ilya Salmanzadeh — produtor, compositor, letrista, produtor vocal, vocal de apoio, programação, engenheiro
- Rami Yacoub — produtor, compositor, letrista, vocal de apoio
- Max Grahn — compositor, letrista
- Randy Merrill — engenheiro de masterização, engenheiro
- Serban Ghenea — engenheiro de mixagem, engenheiro
- Bryce Bordone — assistente de mixagem, engenheiro
- John Hanes — engenheiro de mixagem imersiva, engenheiro
- Jeremy Lertola — engenheiro, engenheiro
- Sam Holland — engenheiro, engenheiro

## Histórico de lançamento
| Região | Data                  | Formato                    | Versão   | Gravadora      | Ref.          |
| ------ | --------------------- | -------------------------- | -------- | -------------- | ------------- |
| Várias | 20 de janeiro de 2023 | Download digital streaming | Original | Amigo Republic | [ 16 ] [ 17 ] |